# Кингсвилл (Техас)
Кингсвилл (англ. Kingsville) — город в США, расположенный в южной части штата Техас, административный центр округа Клеберг.
По данным переписи за 2010 год число жителей составляло 26 213 человек, по оценке Бюро переписи США в 2015 году в городе проживало 26 225 человек. Кингсвилл является принципиальным городом микрополитенского статистического ареала Кингсвилл, который является частью комбинированного статистического ареала Кингсвилл — Корпус-Кристи.

## История
В начале 1900-х годов жители Браунсвилла и окрестностей хотели провести в город железную дорогу. В 1903 году Генриетта Кинг выставила на продажу большой участок ранчо Кингов, половина из которого была продана строительной компании. Примерно в пяти километрах от дома хозяев ранчо был заложен новый город, который назвали в честь основателя ранчо, Ричарда Кинга. В 1904 году в город по железной дороге St. Louis, Brownsville and Mexico Railway пришёл первый поезд. Кингсвилл был выбран местом базирования железной дороги и к концу 1906 года в городе жило 25 постоянных сотрудников компании с семьями.
Многие из первых предприятий города, включая первый отель, фабрику производства льда, водопроводную станцию и станок для обработки хлопка, были основаны владельцами ранчо Кинг. В 1911 году в городе был принят устав, появились органы местного управления. В 1913 году Кингсвилл был избран административным центром нового округа Клеберг. Вскоре после образования города были начаты поиски нефти и к 1920 году в городе была налажена её добыча. К юго-востоку от Кингсвилла был обнаружен природный газ и в город был проведён газопровод.
В 1925 году в городе открылся педагогический колледж южного Техаса. В 1929, после расширения академической программы колледж был переименован в Техасский колледж искусств и промышленности. В 1993 году колледж стал частью системы Техасских университетов A&M. Значительный рост города произошёл когда в Кингсвилле была открыта вспомогательная военно-морская база. В начале 1950-х железная дорога закрыла офис и магазины в Кингсвилле, однако город продолжал развиваться, а в начале 1960-х годов в город переехал региональный офис нефтяной компании Humble Oil and Refining Company (нынче ExxonMobil), который был закрыт в 1985 году.

## География
Кингсвилл находится в северо-западной части округа, его координаты: 27°30′33″ с. ш. 97°51′40″ з. д..
Согласно данным бюро переписи США, площадь города составляет около 35,9 квадратных километров, из которых 35,8 км2 занято сушей, а менее 0,1 км2 — водная поверхность.

### Климат
Согласно классификации климатов Кёппена, в Кингсвилле преобладает влажный субтропический климат (Cfa).
| Показатель                    | Янв.  | Фев. | Март | Апр. | Май  | Июнь | Июль | Авг. | Сен. | Окт. | Нояб. | Дек. | Год   |
| ----------------------------- | ----- | ---- | ---- | ---- | ---- | ---- | ---- | ---- | ---- | ---- | ----- | ---- | ----- |
| Абсолютный максимум, °C       | 34,4  | 36,1 | 40   | 41,1 | 42,2 | 40,6 | 42,2 | 41,7 | 41,1 | 38,3 | 35    | 36,1 | 42,2  |
| Средний суточный максимум, °C | 20,8  | 23,4 | 25,3 | 28,8 | 31,2 | 33,2 | 35,1 | 35,6 | 32,9 | 29,8 | 25,7  | 20,4 | 28,5  |
| Средняя температура, °C       | 13,2  | 15,7 | 18,1 | 21,9 | 25,1 | 27,4 | 28,6 | 28,9 | 26,6 | 22,4 | 18,3  | 13,4 | 21,6  |
| Средний суточный минимум, °C  | 5,9   | 8,1  | 10,9 | 14,9 | 18,8 | 21,4 | 22,2 | 22,2 | 20,2 | 15,1 | 10,9  | 6,5  | 14,8  |
| Абсолютный минимум, °C        | −10,6 | −7,8 | −6,1 | −0,6 | 5    | 11,7 | 13,9 | 16,7 | 6,1  | −1,1 | −3,9  | −8,9 | −10,6 |
| Норма осадков, мм             | 36    | 35   | 28   | 39   | 81   | 81   | 45   | 50   | 113  | 62   | 31    | 36   | 636   |
| Источник: weatherbase.com     |       |      |      |      |      |      |      |      |      |      |       |      |       |

## Население
Согласно переписи населения 2010 года в городе проживало 26 213 человек, было 9095 домохозяйств и 5932 семьи. Расовый состав города: 78,4 % — белые, 4,4 % — афроамериканцы, 0,7 % — коренные жители США, 2,7 % — азиаты, 0,1 % — жители Гавайев или Океании, 11,2 % — другие расы, 2,5 % — две и более расы. Число испаноязычных жителей любых рас составило 71,4 %.
Из 9095 домохозяйств, в 36,5 % живут дети младше 18 лет. 40,8 % домохозяйств представляли собой совместно проживающие супружеские пары (17,1 % с детьми младше 18 лет), в 17,5 % домохозяйств женщины проживали без мужей, в 6,9 % домохозяйств мужчины проживали без жён, 34,8 % домохозяйств не являлись семьями. В 24,7 % домохозяйств проживал только один человек, 7,8 % составляли одинокие пожилые люди (старше 65 лет). Средний размер домохозяйства составлял 2,69 человека. Средний размер семьи — 3,24 человека.
Население города по возрастному диапазону распределилось следующим образом: 30,8 % — жители младше 20 лет, 34 % находятся в возрасте от 20 до 39, 24,1 % — от 40 до 64, 11 % — 65 лет и старше. Средний возраст составляет 27,6 года.
Согласно данным опросов пяти лет с 2011 по 2015 годы, средний доход домохозяйства в Кингсвилле составляет 36 306 долларов США в год, средний доход семьи — 43 815 долларов. Доход на душу населения в городе составляет 17 060 долларов. Около 23,4 % семей и 29 % населения находятся за чертой бедности. В том числе 33,5 % в возрасте до 18 лет и 13,6 % в возрасте 65 и старше.

## Местное управление
Управление городом осуществляется избираемыми мэром и городской комиссией, состоящей из четырёх человек, один из которых выбирается заместителем мэра.

## Инфраструктура и транспорт
Через Кингсвилл проходят автомагистраль 77 США, а также автомагистраль 141 штата Техас. Планируется расширение автомагистрали 77 до статуса межштатной с присвоением номера I-69E.
В городе располагается аэропорт округа Клеберг. Аэропорт располагает одной взлётно-посадочной полосой длиной 1829 метров. Ближайшим аэропортом, выполняющим коммерческие пассажирские рейсы, является Международный аэропорт Корпус-Кристи. Аэропорт находится примерно в 50 километрах к северо-востоку от Кингсвилла.

## Образование
Город обслуживается независимыми школьными округами Кингсвилл и Санта-Гертрудис.
В городе находится Техасский университет A&M в Кингсвилле, а также фармацевтический колледж Ирмы Рейнджел и государственный колледж Коастал-Бенд.

## Экономика
Согласно финансовому отчёту города за 2015 отчётный год, Кингсвилл владел активами на сумму $69,01 млн, долговые обязательства города составляли $40,55 млн. Доходы города в 2015 году составили $29,83 млн, а расходы $28,72 млн.
Крупнейшими работодателями в городе являются:
| Работодатель                           | Число работников |
| -------------------------------------- | ---------------- |
| Техасский университет A&M в Кингсвилле | 1953             |
| База морской авиации FMC Technologies  | 1502             |
| Celanese                               | 650              |
| Госпиталь Кристус Спон Клеберг         | 600              |
| Школьный округ Кингсвилл               | 539              |
| H-E-B                                  | 410              |
| Ранчо Кинг                             | 376              |
| Walmart                                | 350              |
| Пограничные войска                     | 288              |
| Brock Jacobs                           | 249              |